# Stephen J. Richards
Stephen J. Richards est un herpétologiste australien qui travaille au Department of Zoology de l'Université James-Cook.

## Taxons nommés en son honneur
- Litoria richardsi Dennis & Cunningham, 2006
- Hylophorbus richardsi Günther, 2001

## Quelques taxons décrits
- Albericus tuberculus
- Asterophrys leucopus
- Callulops sagittatus
- Choerophryne allisoni
- Cophixalus monticola
- Litoria chrisdahli
- Litoria dux
- Litoria elkeae
- Litoria fuscula
- Litoria hilli
- Litoria hunti
- Litoria kuduki
- Litoria macki
- Litoria majikthise
- Litoria megalops
- Litoria oktediensis
- Litoria purpureolata
- Litoria rara
- Litoria rivicola
- Litoria robinsonae
- Litoria sauroni
- Litoria scabra
- Litoria singadanae
- Litoria spartacus
- Litoria wapogaensis
- Mixophyes carbinensis
- Mixophyes coggeri
- Oreophryne atrigularis
- Oreophryne minuta
- Oreophryne wapoga